# Inertia
Inertia – druga płyta rockowego zespołu The Exies. Wydana została w 2003 roku. Została sprzedana w 400,000 kopiach, co czyni z niej pierwszy większy sukces zespołu. 
Muzyka na płycie została utrzymana w klimacie łączym rock alternatywny i post-grunge.

## Lista utworów
1. "My Goddess"  – 2:49
2. "Without"  – 3:30
3. "Can't Relate"  – 3:05
4. "Kickout"  – 3:21
5. "No Secrets"  – 2:48
6. "Inertia"  – 3:26
7. "Creeper Kamikaze"  – 3:21
8. "Calm & Collapsed"  – 3:00
9. "Lo-Fi"  – 3:03
10. "Irreversible"  – 3:03
11. "Genius"  – 3:46
bonus tracks (Japonia):
12. "Supernatural"  – 3:03
13. "Cut Me Free"  – 6:01

## Single z płyty
- My Goddess
- Kickout